# Påhängsvagn

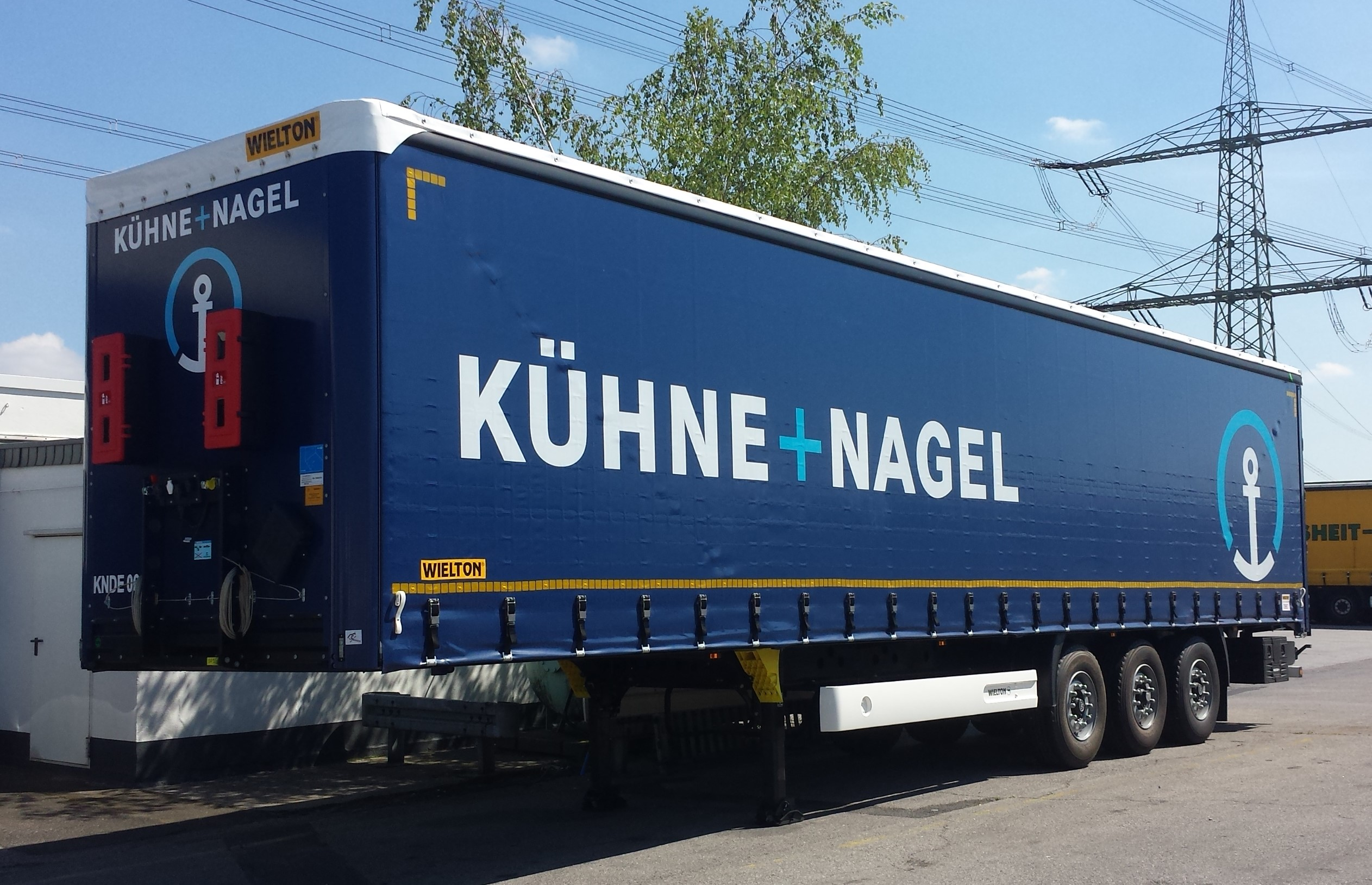
Parkerad påhängsvagn.

Påhängsvagn eller semitrailer är en typ av släpvagn. Den är inrättad för att genom tapp med vändskiva eller liknande anordning förenas med bil, traktor eller motorredskap. Koppling är utförd så att chassit eller karosseriet vilar direkt på det dragande fordonet.
På norska motsvaras ordet påhengsvogn av det svenska ordet släpkärra.

## Bilder

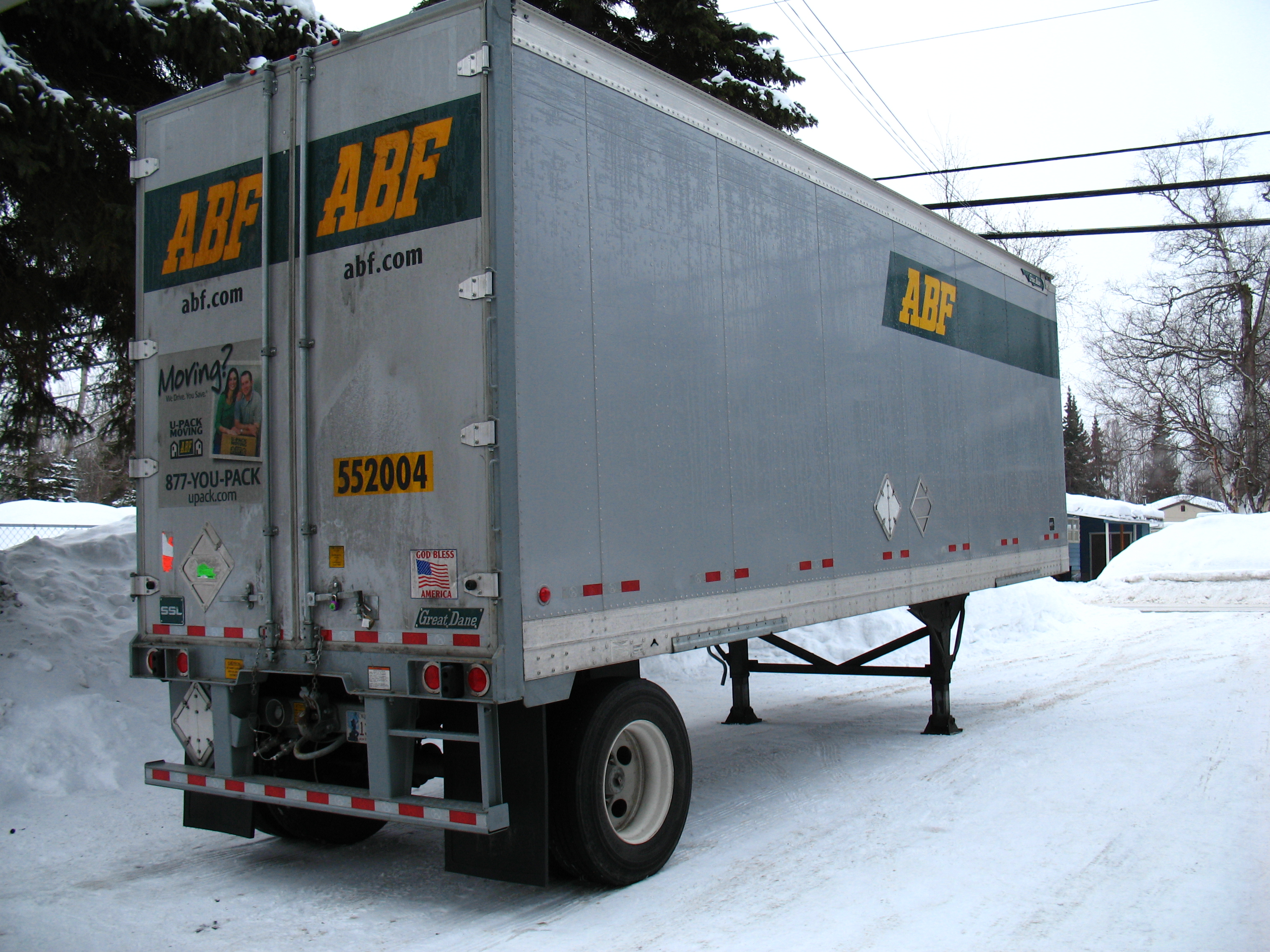
Parkerad påhängsvagn i Anchorage, USA.
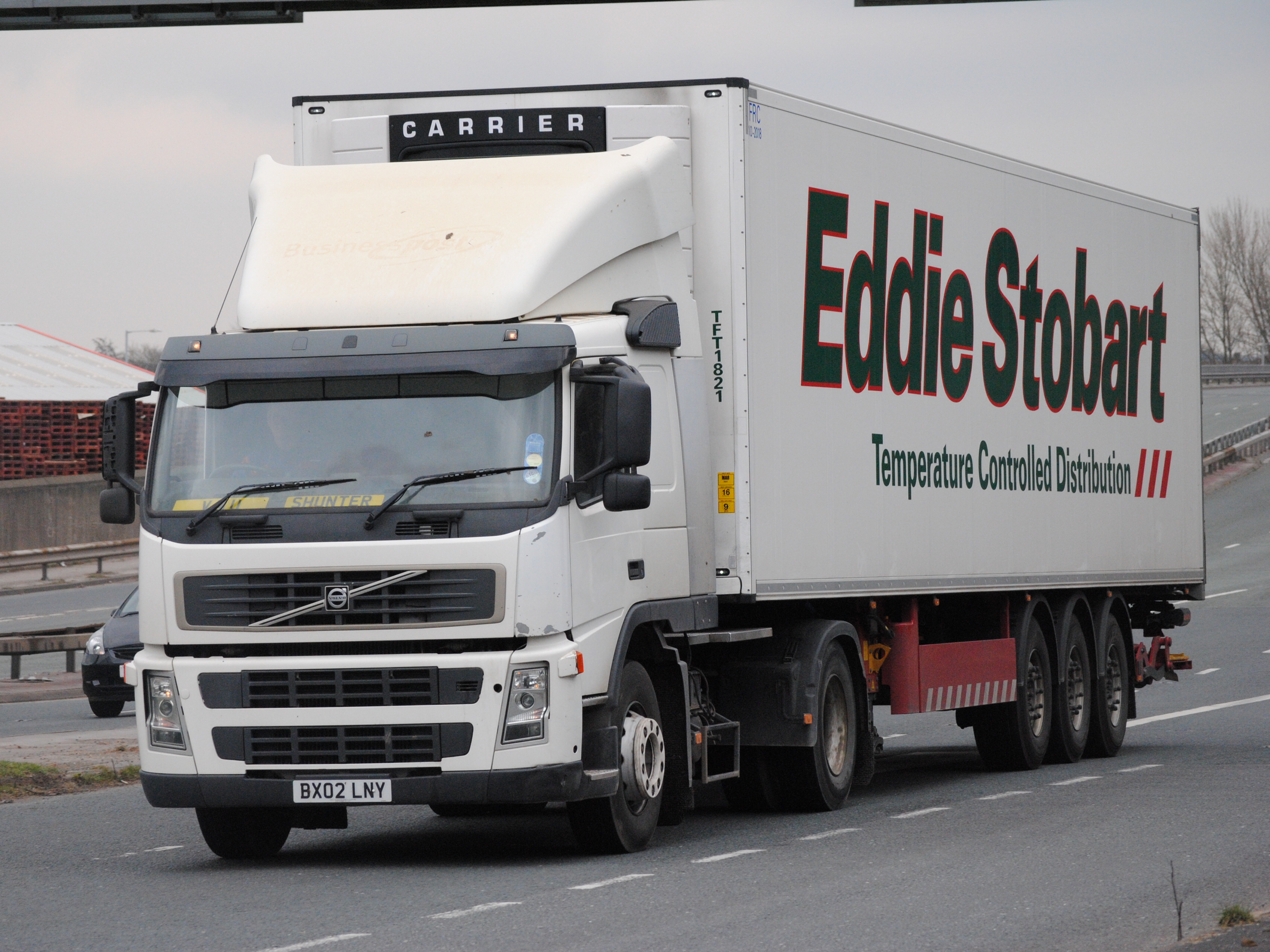
Påhängsvagn kopplad till en dragbil i Widnes, England.